# Alfred Clebsch
Rudolf Friedrich Alfred Clebsch (Königsberg, 19 de janeiro de 1833 — Göttingen, 7 de novembro de 1872) foi um físico e matemático alemão.

## Biografia
Clebsch iniciou os estudos de matemática a partir de 1850 na Universidade de Königsberg. Entre seus professores destaca-se em especial Otto Hesse, que foi aluno de Carl Gustav Jakob Jacobi.
A partir de 1854 Clebsch lecionou em diversas escolas de Berlim. Doutor pela Universidade Humboldt de Berlim em 1858, com especialização em física matemática. No outono seguinte obteve uma cadeira de professor de mecânica analítica na Universidade de Karlsruhe, onde atuou de 1858 a 1863, ano este em que tornou-se professor na Universidade de Giessen, e finalmente em 1868 foi professor na Universidade de Göttingen, onde no cargo de reitor em 1872 faleceu vítimado por difteria, com apenas 39 anos de idade.
Publicou em 1868 juntamente com Carl Gottfried Neumann a revista matemática Mathematische Annalen, que foi durante muito tempo uma das publicações mais respeitadas do ramo.
A sepultura de Clebsch está localizada em Göttingen no cemitério Bartholomäusfriedhof. Após 1960 a sepultura ficou abandonada longo tempo em péssimo estado de conservação. Foi finalmente restaurada em comemoração solene em 23 de maio de 2006.

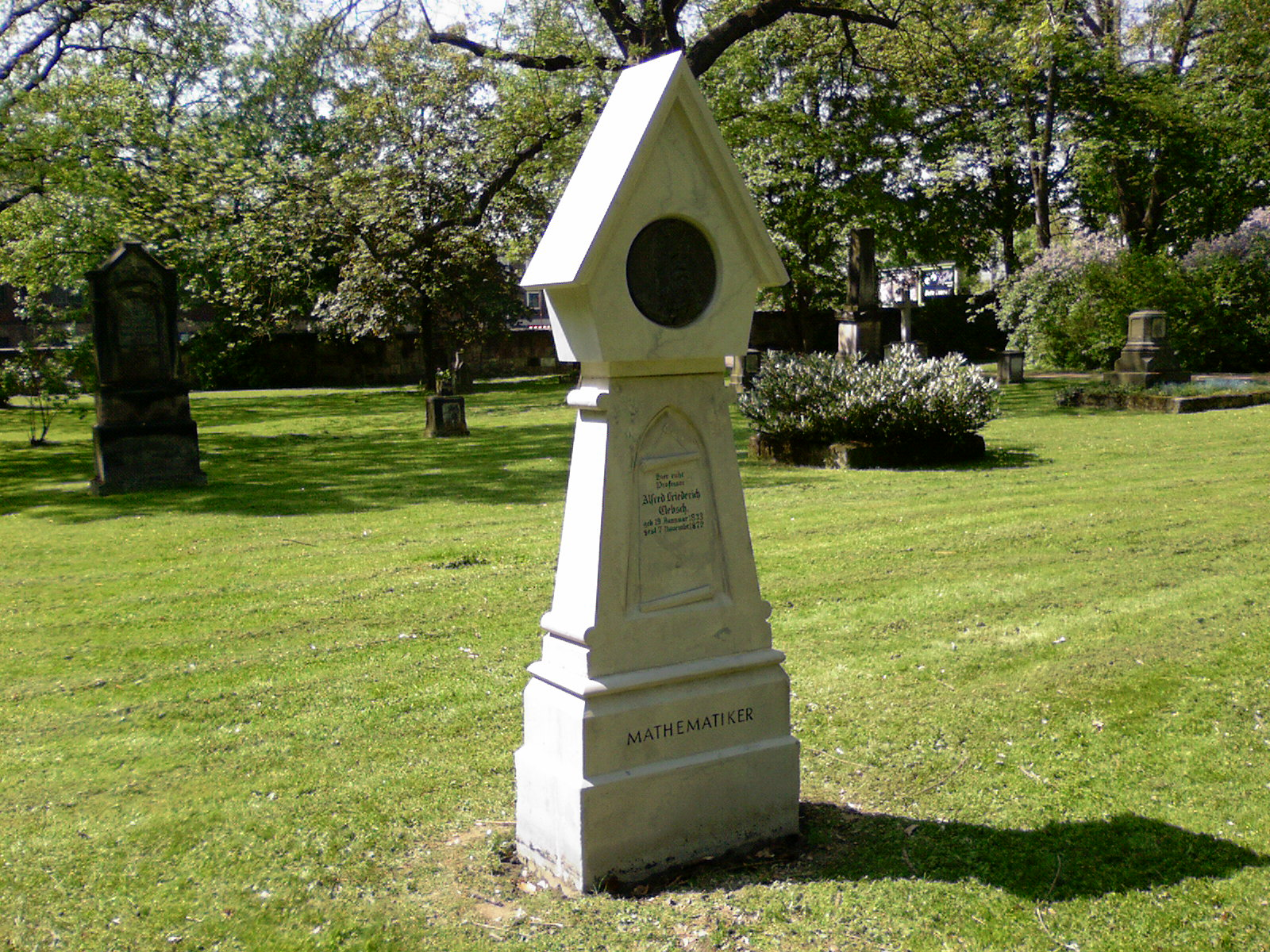
Sepultura de Clebsch em Göttingen

Escreveu o primeiro livro sobre a teoria da elasticidade em alemão. Este livro foi traduzido para o francês por Saint-Venant, tendo o grande mestre francês enriquecido o trabalho de Clebsch com tanta vivacidade que o volume francês tem o triplo de páginas da versão original em alemão.
Está sepultado no Bartholomäusfriedhof em Göttingen.

## Publicações
- Theorie der Elastizität fester Körper. Leipzig : Teubner, 1862.
- Theorie der Abelschen Funktionen (com Paul Gordan). Leipzig , 1866.
- Theorie der binären algebraischen Formen. Leipzig, 1872.
- Théorie de l´Élasticité des Corps Solides. Traduzido por Barré de Saint-Venant e Flamant, com notas estendidas de Saint-Venant. Paris : Dunod, 1883.